# Sân vận động Surapala Keetha Sathan
Sân vận động Surapala Keetha Sathan là một sân vận động nằm trong khuôn viên của Đại học Công nghệ Suranaree ở Nakhon Ratchasima, Thái Lan. Sân có sức chứa 4.000 người. Sận vận động này đã tổ chức các trận đấu môn bóng đá của Đại hội Thể thao Đông Nam Á 2007.